# Вулиця Відродження (Бровари)
Вулиця Відродження — вулиця в місті Бровари Київської області.

## Розташування
Починається вулиця на світлофорі, на вулиці Київській, а закінчується біля парка Приозерного, між вулицями Фіалковського і Олександра Білана. З обох боків прилучаються вулиця Ярмаркова, вулиця Благодатна та вулиця Фіалковського. З непароного боку прилучаються вулиця Івана Франка та вулиця Олександра Білана. З парного боку прилучаються вулиця Ремонтників, провулок Відродження, провулок Благодатний та провулок Парковий (двічі).
Протяжність вулиці становить приблизно 850 метрів.

## Історія
До 6 травня 2022 року мала назву вулиця Пушкіна, на честь російського письменника Олександа Пушкіна. 6 травня 2022 року під головуванням міського голови Ігоря Сапожка відбулась 26-а позачергова сесія Броварської міської ради, на якій вулицю Пушкіна перейменували на вулицю Відродження.